# Дугласс-Гіллс (Кентуккі)
Дугласс-Гіллс (англ. Douglass Hills) — місто (англ. city) в США, в окрузі Джефферсон штату Кентуккі. Населення — 5456 осіб (2020).

## Географія
Дугласс-Гіллс розташований за координатами 38°14′10″ пн. ш. 85°33′11″ зх. д. / 38.23611° пн. ш. 85.55306° зх. д. (38.236108, -85.553142).  За даними Бюро перепису населення США в 2010 році місто мало площу 3,43 км², з яких 3,43 км² — суходіл та 0,00 км² — водойми.

## Демографія
Згідно з переписом 2010 року, у місті мешкали 5484 особи в 2359 домогосподарствах у складі 1522 родин. Густота населення становила 1599 осіб/км².  Було 2507 помешкань (731/км²).
Расовий склад населення:
| - 85,6 % — білих - 5,9 % — чорних або афроамериканців - 3,3 % — азіатів - 0,2 % — корінних американців - 3,2 % — осіб інших рас |

До двох чи більше рас належало 1,8 %. Частка іспаномовних становила 6,3 % від усіх жителів.
За віковим діапазоном населення розподілялося таким чином: 21,8 % — особи молодші 18 років, 60,2 % — особи у віці 18—64 років, 18,0 % — особи у віці 65 років та старші. Медіана віку мешканця становила 41,6 року. На 100 осіб жіночої статі у місті припадало 92,6 чоловіків;  на 100 жінок у віці від 18 років та старших — 91,4 чоловіків також старших 18 років.
Середній дохід на одне домашнє господарство  становив 83 681 долар США (медіана — 66 125), а середній дохід на одну сім'ю — 93 276 доларів (медіана — 70 833). Медіана доходів становила 57 315 доларів для чоловіків та 48 875 доларів для жінок. За межею бідності перебувало 9,2 % осіб, у тому числі 15,9 % дітей у віці до 18 років та 0,8 % осіб у віці 65 років та старших.
Цивільне працевлаштоване населення становило 3018 осіб. Основні галузі зайнятості: освіта, охорона здоров'я та соціальна допомога — 23,6 %, науковці, спеціалісти, менеджери — 15,7 %, фінанси, страхування та нерухомість — 12,7 %, мистецтво, розваги та відпочинок — 10,0 %.